# リンダはチキンがたべたい!
『リンダはチキンがたべたい!』（フランス語: Linda veut du poulet!）は、2023年のフランスのアニメーション映画。監督はキアラ・マルタ（英語: Chiara Malta）とセバスチャン・ローデンバック（英: Sébastien Laudenbach）。

## あらすじ
ポレットは夫を亡くした母親で、娘のリンダがやってもいないことで彼女に理不尽な罰を与えてしまい、罪悪感を抱く。ポレットはリンダに、お詫びに何ができることがあるかと尋ねると、リンダは、生前の父親との数少ない思い出であるパプリカ・チキンを食べたいと答える。ポレットは、ゼネラル・ストライキで事実上閉鎖された街を舞台に、料理の仕方を知らないにもかかわらず、その料理を作るために鶏肉を買いに出かける。

## キャスト
リンダ
声 : Melinée Leclerc（日本語版 : 落井実結子）
8歳の女の子。
ポレット
声 : クロチルド・エム（日本語版 : 安藤サクラ）
リンダのお母さん。
アストリッド
声 : レティシア・ドッシュ（日本語版 : 寺崎裕香）
リンダのおばさんでポレットの姉。
カルメン
声 : Alenza Dus（日本語版 : 臼井美紗子）
リンダの親友。
アネット
声 : Scarlett Cholleton（日本語版 : 朝陽ましろ）
リンダに新しいベレー帽を貸してあげる少女。
アフィア
声 : Anaïs Weller（日本語版 : 永瀬アンナ）
リンダの友達。
セルジュ
声 : Estéban（日本語版 : 柳生拓哉）
新人警察官。
ジャン＝ミシェル
声 : Patrick Pineau（日本語版 : リリー・フランキー）
トラック運転手。
おばあさん
声 : Claudine Acs（日本語版 : 反町有里）
ジャン＝ミシェルのお母さん。

## 公開
この作品は第76回カンヌ国際映画祭のACID部門でプレミア上映された。その後、2023年のアヌシー国際アニメーション映画祭で上映された。
フランスでは2023年10月18日にゲベカ・フィルムズ（Gebeka Films）より劇場公開された。北米ではGKIDSが配給計画を発表し、2024年4月5日から限定上映された。日本ではアスミック・エースがライセンスを取得し、2024年4月12日より全国公開された。

## 評価
レビュー収集サイトのRotten Tomatoesでは、17件のレビューで支持率94%を獲得し、平均評価は10点満点中7.1だった。
Cineuropaのファビアン・ルメルシエ（Fabien Lemercier）記者は、この映画を「非常によく構成された長編映画であり、映画の最後に流れる歌で『楽園とは、あなたが住み、あなたが成長し、あなたが笑う場所であり、あなたの友人と呼ばれる幸運なすべてに人のための場所である』と歌われるように、健康的な混乱の創造者としての地位を子供時代に与えるものである。」と評している。
バラエティのピーター・デブルージュ（Peter Debruge）記者は「（監督である）マルタとローデンバックは、子供向けの娯楽映画を作り上げた。その力は、筋書きよりも、その過程で明らかになる人間の行動に対する驚くべき洞察力にある。車の後部座席から観察される街灯の歪なぼやけ具合や、リンダのおばが教えるえんどう豆の殻むきなど、子供なら誰でも見覚えのあるような仕草や細部を、（実写ではなく）アニメーションで見事に捉えているのだからなおさらだ。」と述べている。
スクリーン・デイリーのウェンディ・アイド（Wendy Ide）記者は「しかしながらこの映画の最初のインパクトは、その独特のビジュアル・スタイルから来るものであろう。（監督である）ローデンバックのキャラクターデザインは最小限のものであり、ほとんど抽象的だ。しかし、数行のざっくりとしたセリフと一塊の色（各キャラクターにはそれぞれ固有の色合いがある）が、ここでのように巧みに扱われれば、多くを語ることができる。その画風には心地よい質感があり、マルゴー・デュセニュール（Margaux Duseigneur）のハンサムな背景画の筆跡が、登場人物たちが静止しているときでも、動きや活力を感じさせる。」と述べている。

## 受賞・ノミネート
| 映画賞                                         | 授賞式        | 部門                       | 対象                      | 結果       | 出典   |
| ---------------------------------------------- | ------------- | -------------------------- | ------------------------- | ---------- | ------ |
| アニメーション・イズ・フィルム・フェスティバル | 2023年        | 観客賞                     | リンダはチキンがたべたい! | 受賞       | [ 11 ] |
| アニメーション・イズ・フィルム・フェスティバル | 2023年        | 審査員賞                   | リンダはチキンがたべたい! | 受賞       | [ 11 ] |
| アヌシー国際アニメーション映画祭               | 2023年        | 長編作品賞                 | リンダはチキンがたべたい! | 受賞       | [ 12 ] |
| セザール賞                                     | 2024年2月23日 | 最優秀アニメーション作品賞 | リンダはチキンがたべたい! | 受賞       | [ 13 ] |
| シネキッド映画祭                               | 2023年        | 審査員賞                   | リンダはチキンがたべたい! | 受賞       | [ 14 ] |
| ヨーロッパ映画賞                               | 2023年12月9日 | 長編アニメーション賞       | リンダはチキンがたべたい! | ノミネート | [ 15 ] |
| グアダラハラ国際映画祭                         | 2023年        | 長編アニメーション賞       | リンダはチキンがたべたい! | 受賞       |        |
| 国際シネフィル協会                             | 2024年2月11日 | アニメーション賞           | リンダはチキンがたべたい! | ノミネート | [ 16 ] |
| リュミエール映画祭                             | 2024年1月22日 | アニメーション賞           | リンダはチキンがたべたい! | 受賞       | [ 17 ] |
| リュミエール映画祭                             | 2024年1月22日 | 音楽賞                     | セレメント・デュコール    | ノミネート | [ 18 ] |